# كين ماكدونالد (أستاذ جامعي)
كين ماكدونالد (بالإنجليزية: Ken Macdonald)‏ هو قاضي ومحام بالقضاء العالي بريطاني، ولد في 4 يناير 1953 في ونزر في المملكة المتحدة.